# Endeidae
Endeidae – rodzina kikutnic z nadrodziny Phoxichilidoidea lub rzędu Nymphonomorpha.
Kikutnice ta pozbawione są nogogłaszczków i cheliforów. Ich ciało i odnóża są smukłe, zbliżone wyglądem do rodzaju Anoplodactylus. Zbudowane z siedmiu członów owigery występują wyłącznie u samców, zaopatrzone są proste kolce lub szczeci i pozbawione strigilis oraz pazura końcowego. Pazurki boczne na propodusie są silnie rozwinięte.
Rodzina ta obejmuje 4 rodzaje w 2 podrodzinach:
- Endeinae Norman, 1908
  - Endeis Philippi, 1843
- † Palaeoendeinae Bamber, 2007
  - †  Colossopantopodus Charbonnier, Vannier & Riou, 2007
  - †  Palaeoendeis Charbonnier, Vannier & Riou, 2007
  - †  Palaeopycnogonides Charbonnier, Vannier & Riou, 2007